# Куп европских шампиона 1956/57.
Друго такмичење Купа европских шампиона одржано је у сезони 1956/57. Учествовала су 22 клуба (21 национални првак и Реал Мадрид као прошлогодишњи победник).
Систем такмичења је био исти као и у претходној сезони. Играло се по двокружном куп систему. Бољи из два сусрета иде даље. Код нерешеног резултата у два сусрета играла се трећа утакмица. У финалу се играла једна утакмица на терену који је одређен пре почетка такмичења.
Финални меч је одигран 30. маја 1957. на стадиону Сантијаго Бернабеу у Мадриду.
Клубови Реал Мадрид, Рапид Беч, Ренџерс, Хонвед, Црвена звезда, ЦСКА Софија, Грасхопер, Норћепинг и Фиорентина су се директно пласирали у осмину финала, а осталих 12 клубова су морали играти квалификације.

## Резултати

### Квалификације
| Тим 1             | Рез.   | Тим 2              | 1 утакмица | 2 утакмица | 3 утакмица |
| ----------------- | ------ | ------------------ | ---------- | ---------- | ---------- |
| Архус             | 2 - 6  | Ница               | 1 - 1      | 1 - 5      |            |
| Порто             | 3 - 5  | Атлетик Билбао     | 1 - 2      | 2 - 3      |            |
| Андерлехт         | 0 - 12 | Манчестер јунајтед | 0 - 2      | 0 - 10     |            |
| Борусија Дортмунд | 5 - 5  | Спора Луксембург   | 4 - 3      | 1 - 2      | 7 - 0      |
| Динамо Букурешт   | 4 - 3  | Галатасарај        | 3 - 1      | 1 - 2      |            |
| Слован Братислава | 4 - 2  | Легија Варшава     | 4 - 0      | 0 - 2      |            |

### Осмина финала
| Тим 1              | Рез.   | Тим 2             | 1 утакмица | 2 утакмица | 3 утакмица |
| ------------------ | ------ | ----------------- | ---------- | ---------- | ---------- |
| Атлетик Билбао     | 6 - 5  | Хонвед            | 3 - 2      | 3 - 3      |            |
| Манчестер јунајтед | 3 - 2  | Борусија Дортмунд | 3 - 2      | 0 - 0      |            |
| Фиорентина         | 2 - 1  | Норћепинг         | 1 - 0      | 1 - 1      |            |
| Слован Братислава  | 1 - 2  | Грасхопер         | 1 - 0      | 0 - 2      |            |
| Реал Мадрид        | 5 - 5  | Рапид Беч         | 4 - 2      | 1 - 3      | 2 - 0      |
| Ренџерс            | 3 - 3  | Ница              | 2 - 1      | 1 - 2      | 1 - 3      |
| Рода               | 3 - 6  | Црвена звезда     | 3 - 4      | 0 - 2      |            |
| ЦСКА Софија        | 10 - 4 | Динамо Букурешт   | 8 - 1      | 2 - 3      |            |

### Четвртфинале
| Тим 1          | Рез.  | Тим 2              | 1 утакмица | 2 утакмица |
| -------------- | ----- | ------------------ | ---------- | ---------- |
| Атлетик Билбао | 5 - 6 | Манчестер јунајтед | 5 - 3      | 0 - 3      |
| Фиорентина     | 5 - 3 | Грасхопер          | 3 - 1      | 2 - 2      |
| Реал Мадрид    | 6 - 2 | Ница               | 3 - 0      | 3 - 2      |
| Црвена звезда  | 4 - 3 | ЦСКА Софија        | 3 - 1      | 1 - 2      |

### Полуфинале
| Тим 1         | Рез.  | Тим 2              | 1 утакмица | 2 утакмица |
| ------------- | ----- | ------------------ | ---------- | ---------- |
| Реал Мадрид   | 5 - 3 | Манчестер јунајтед | 3 - 1      | 2 - 2      |
| Црвена звезда | 0 - 1 | Фиорентина         | 0 - 1      | 0 - 0      |

## Финале
| Реал Мадрид                       | 2:0 | Фјорентина |
| --------------------------------- | --- | ---------- |
| Ди Стефано 69’ (пен.) · Хенто 75’ |     |            |

| Првак 1956/57               |
| --------------------------- |
|                             |
| ФК Реал Мадрид Друга титула |